# Famille von der Groeben
La famille von der Groeben, également Gröben, est une ancienne famille noble du Brandebourg. Les seigneurs von der Groeben appartenaient à l'ancienne noblesse de la principauté archiépiscopale de Magdebourg, d'où ils sont parvenus en Prusse-Orientale en passant par la Marche de Brandebourg. Des branches de la famille, dont certaines sont élevées au rang de comte, existent encore aujourd'hui.

## Histoire

### Origine
La famille est mentionnée pour la première fois dans un document le 29 novembre 1140 avec Luiderus de Grebene. Gribehne (de) (également Grubene, Grobene, Cyprene, Grebene ou Gröben), la maison ancestrale probable, est un lieu désert près de Calbe an der Saale, aujourd'hui situé dans l'arrondissement du Salzland en Saxe-Anhalt, et est encore utilisé aujourd'hui comme nom de lieu. En raison de la politique de colonisation d'Othon Ier de Brandebourg, un village de colons nommé Gröben est fondé plus à l'est, près de Potsdam, vers 1170. Le locataire de ce village est probablement la famille venue de l'Altmark, qui donne son nom au nouvel établissement, mais qui n'y apparaît pour la première fois dans les documents comme propriétaire foncier qu'au XIVe siècle.
Selon la tradition, la famille est originaire du duché de Saxe. Des membres de cette famille seraient arrivés dans la Marche de Brandebourg en 927 avec le roi Henri. Ils ont également fait partie des douze anciennes familles nobles saxonnes qui élisaient en leur sein les quatre seigneurs du royaume.
L'origine du nom Groeben n'est pas certaine. Il est possible que le nom remonte au slave Grob'n = tombe, fossé, digue. Pour la famille, on trouve les orthographes von Gröben et von der Gröben ou von der Groeben.

### Expansion et possessions

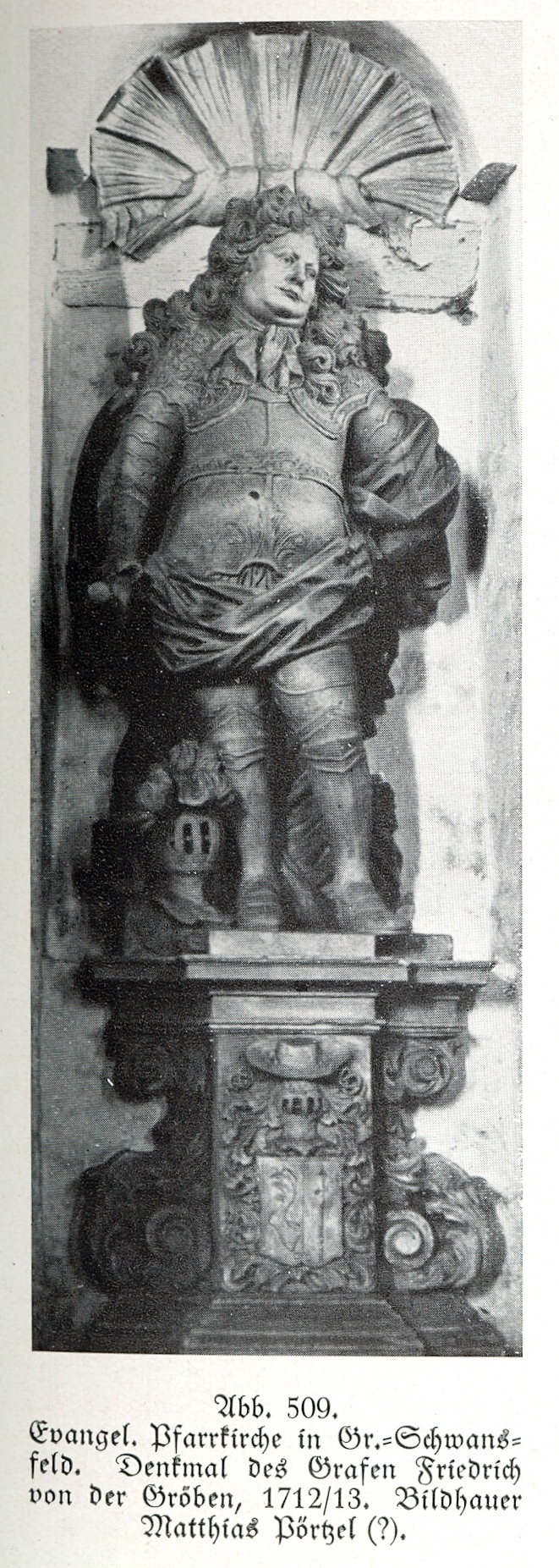
Statue de Friedrich von der Groeben dans l'église paroissiale de Groß Schwansfeld (vers 1713)

Dès 1284, Derwitz et vers 1370 et 1375 Gröben près de Ludwigsfelde, sont des propriétés familiales avec d'autres biens dans la Marche de Brandebourg.
La famille fait partie des vassaux de la Marche les plus importants et les plus puissants de l'empereur Charles IV, comme en témoigne son livre de comptes de 1375 (de). La description de la Marche de Brandebourg de 1373, un peu plus ancienne, les classe parmi les nobles châtelains. Très tôt, de nombreux membres de la famille sont partis en Prusse en tant que chevaliers de l'Ordre Teutonique. Au XVe siècle, une lignée s'y installe durablement. Plus tard, des branches de la famille s'établissent également en Poméranie et en Prusse-Occidentale.
L'ancêtre de la lignée de Prusse-Orientale est Heinrich von der Groeben, originaire de la Marche, qui acquit Kobbern près de Friedland en 1408. Adam, son fils, chevalier teutonique et porteur de bannière (de), meurt avec ses frères lors de la bataille de Tannenberg en 1410. Le seul survivant est Ludwig, alors encore enfant, qui peut plus tard perpétuer la lignée. Ses descendants sont les futurs seigneurs et comtes von der Groeben.
L'un des descendants est Hans Ludwig von der Groeben (de) (mort en 1669), seigneur de Lichtenfelde, prélat du diocèse de Brandebourg (de), directeur paysagiste et conseiller privé de l'électorat de Brandebourg. Il apporte à sa maison la charge de chasseur héréditaire de l'électorat de Brandebourg.
Friedrich von der Groeben (1645-1712) sert dans les armées brandebourgeoise et polonaise. Il est ambassadeur de Pologne auprès du khan tatar et participe en 1683 à la libération de Vienne comme lieutenant général sous le roi Jean III Sobieski. Il fait fortune pendant les guerres ottomanes, il connut une grande fortune, car il achète peu après un grand complexe de biens en Prusse, dont il fait don le 8 avril 1711 de quatre majorats familiaux : Groß Schwansfeld (arrondissement de Bartenstein), où il réside, Ponarien (également en Prusse-Orientale), Groß et Klein Ludwigsdorf (en) près de Freystadt dans l'arrondissement de Rosenberg-en-Prusse-Occidentale et Neudörfchen près de Garnsee dans l'arrondissement de Marienwerder (de) (tous deux en Prusse-Occidentale). En 1711, il fonde un établissement d'éducation familiale (Stipendienhaus) pour cinq membres de sa famille ainsi qu'un boursier bourgeois à Königsberg, dont le financement et l'entretien sont assurés par le domaine de Harnau et les quatre majorats. De nombreux fils de la famille sont éduqués dans cet institut Groeben (de) ; en 1898, le Corps Masovia Königsberg zu Potsdam reprend la Stipendienhaus. Jusqu'à sa mort, Friedrich est encore gouverneur royal prussien à Osterode et Hohenstein. La tente d'un pacha turc qu'il a capturée est transférée en 1903, à la demande de l'empereur, de Groß Schwansfeld à l'Arsenal de Berlin, où elle se trouve encore aujourd'hui. Frédéric meurt en 1712 sans enfants et lègue ses majorats à ses neveux. Les quatre majorats (Groß Schwansfeld, Ponarien, Ludwigsdorf et Neudörfchen) restent dans la famille jusqu'à la fuite et l'expulsion de 1945.

Johann Heinrich von der Groeben fait construire en 1735-1737 par Philipp Gerlach, à la demande de Frédéric-Guillaume Ier, un palais baroque au numéro 3 de la Leipziger Straße à Berlin, qui change bientôt de propriétaire (le fabricant de soie Antoine Simond en fait l'acquisition) et qui appartient au XIXe siècle à la famille Mendelssohn Bartholdy ; il est démoli en 1899 pour la construction de la nouvelle chambre des seigneurs de Prusse

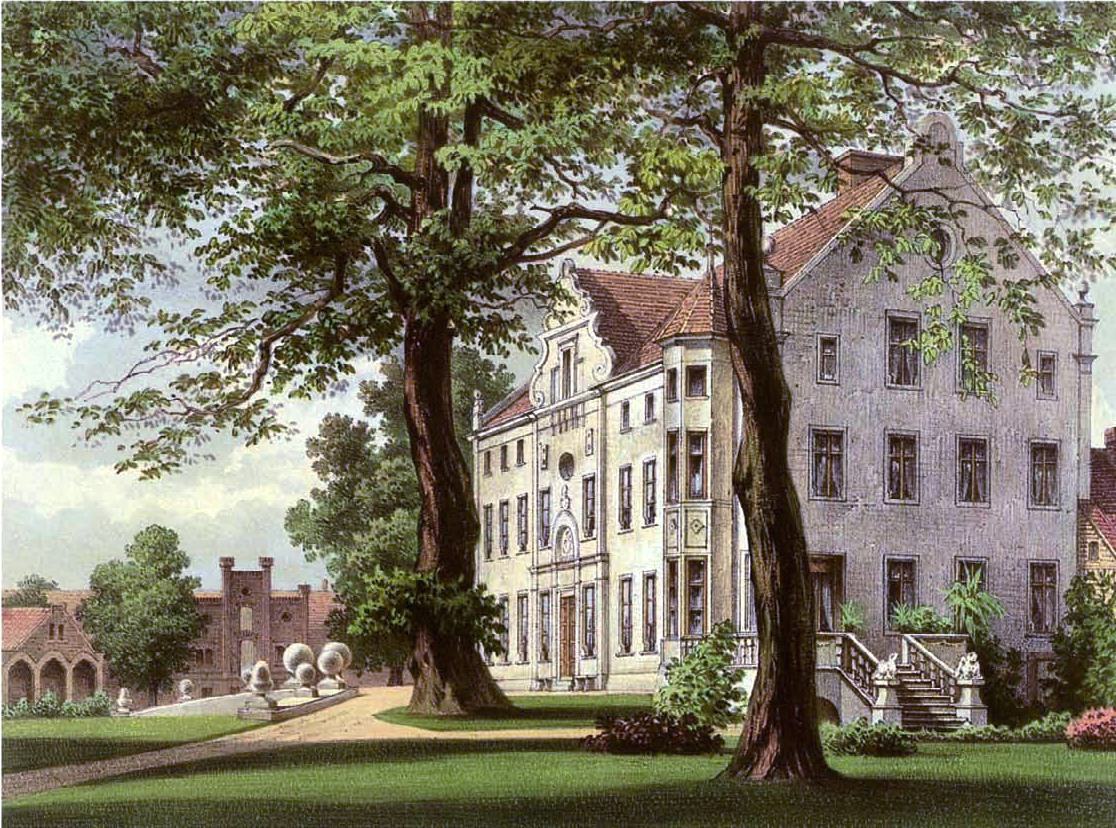
Groß Schwansfeld, Prusse-Orientale (vers 1860)
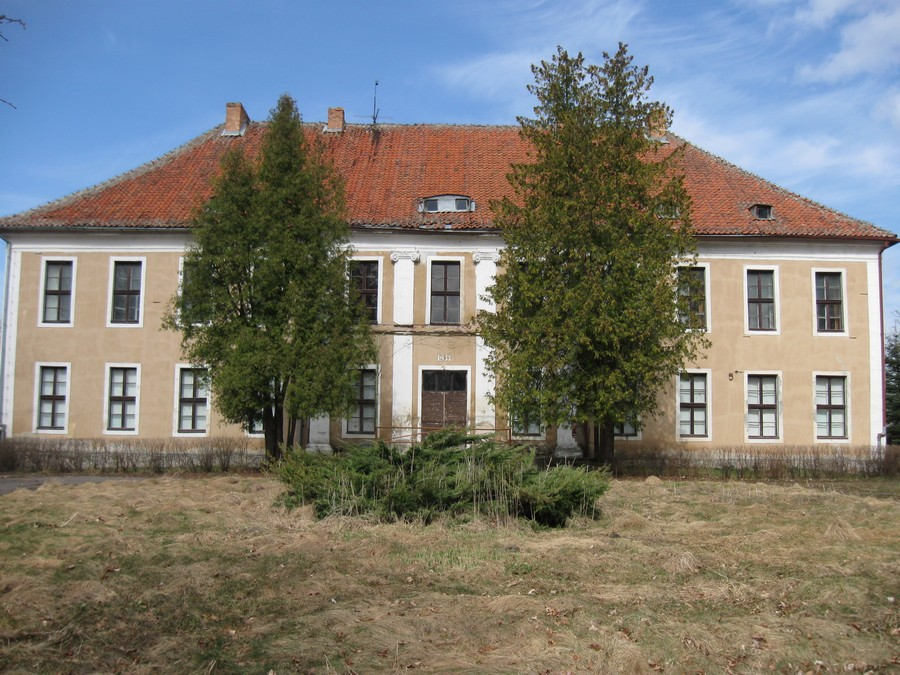
Ponarien, Prusse-Orientale
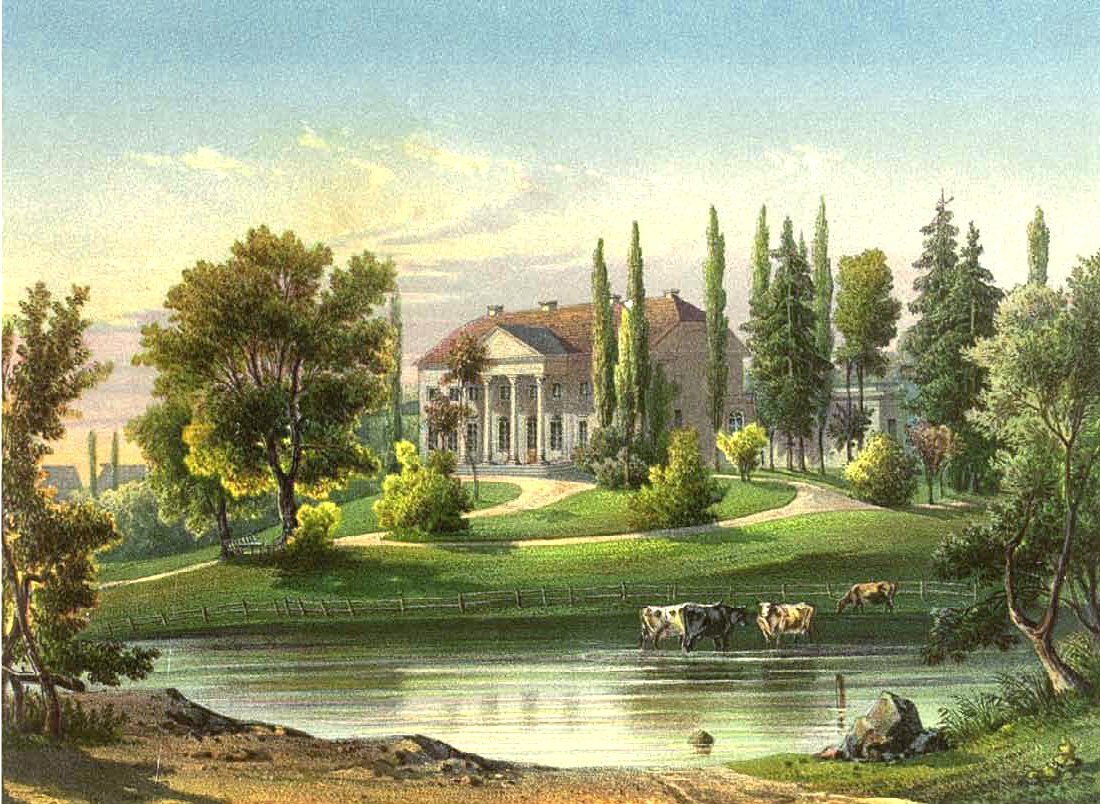
Neudörfchen, Prusse-Occidentale (vers 1860)
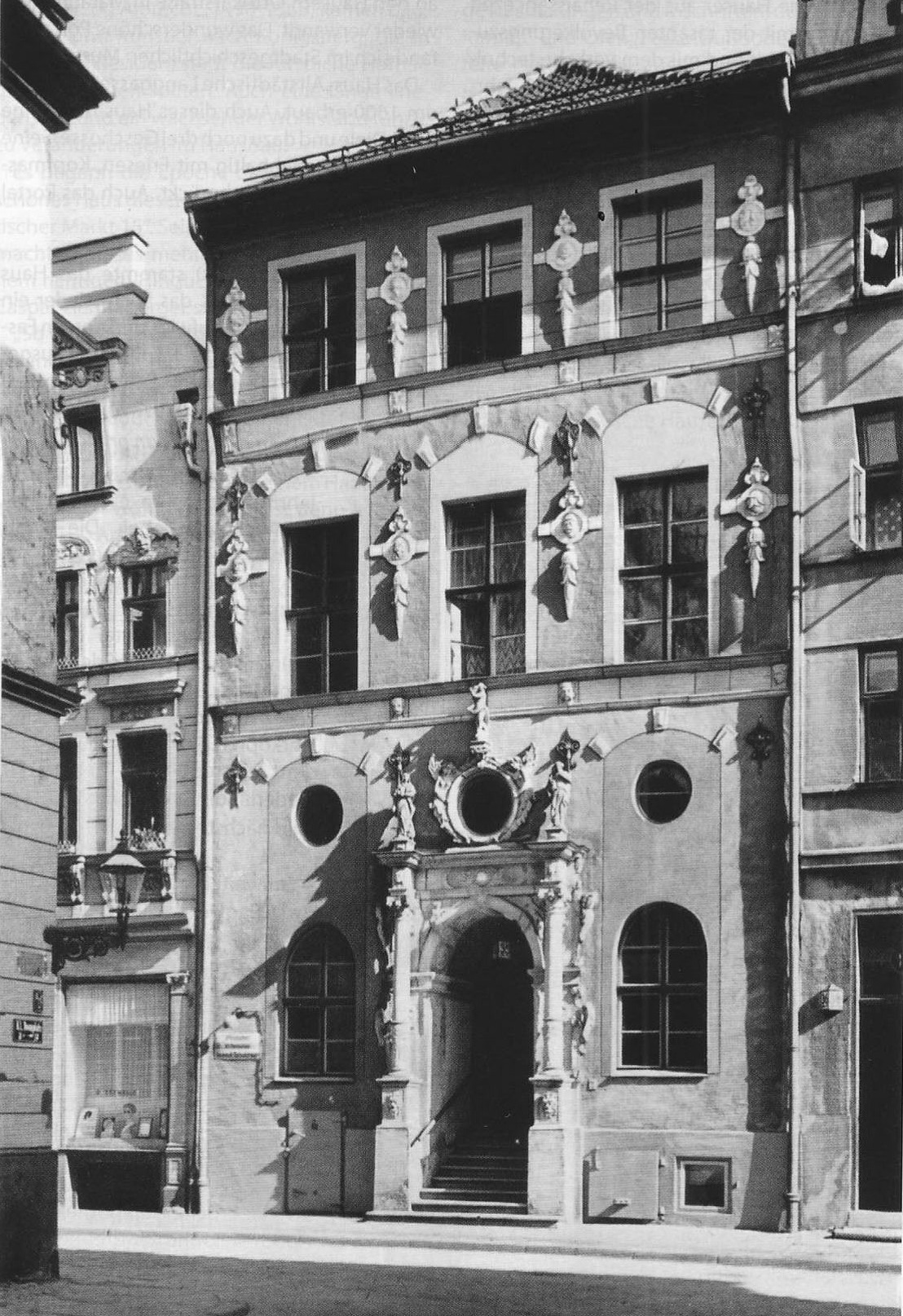
Institut Groeben (de) à Koenigsberg
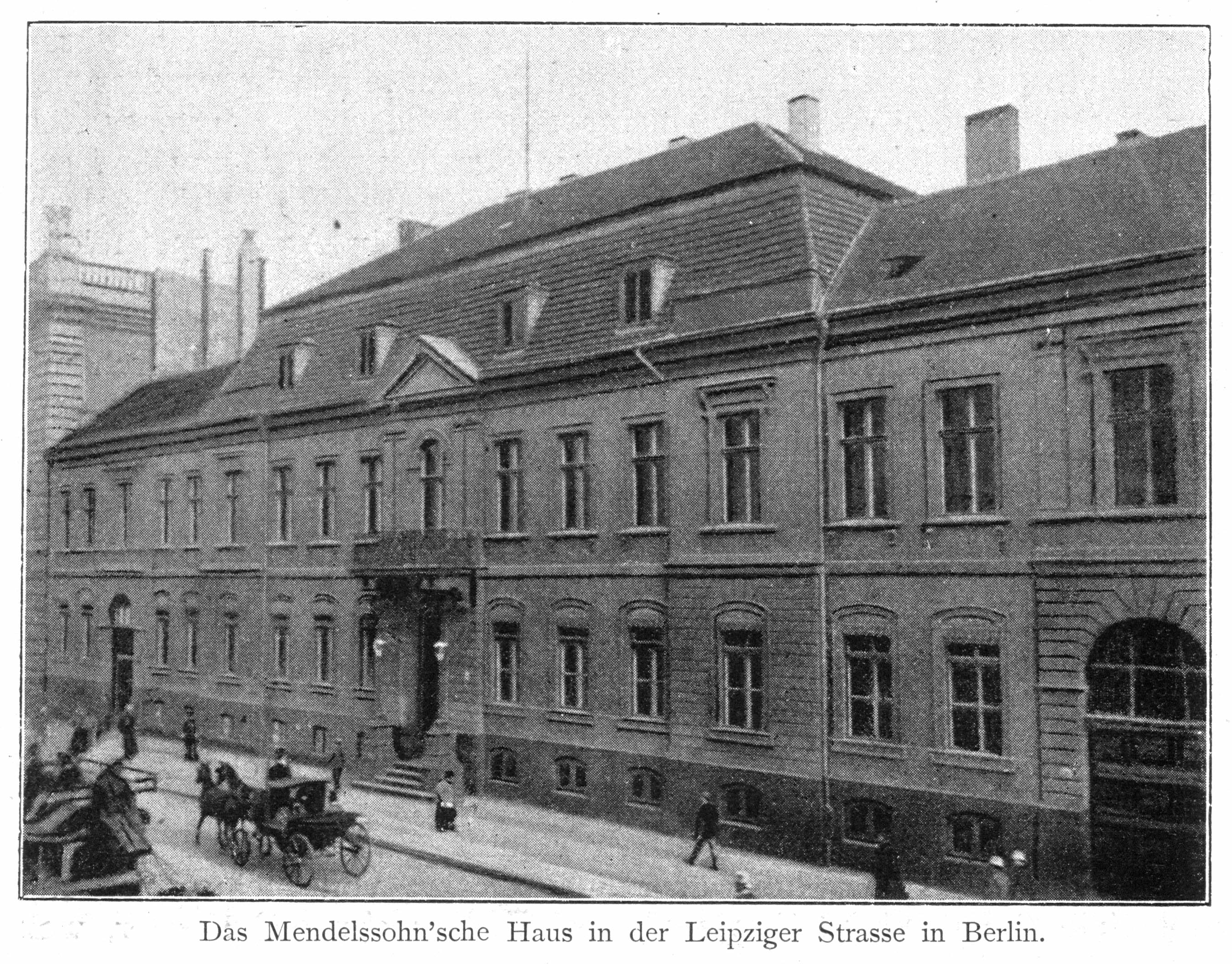
Palais Groeben, Leipziger Straße 3, Berlin

Otto Friedrich von der Groeben (1657–1728) de la branche de Bäslack (de), est connu comme général et explorateur au service du Brandebourg-Prusse. Jeune homme déjà, il entreprend un voyage de huit ans en Orient, qu'il décrit dans un ouvrage imprimé (paru en 1694 à Marienwerder). Il est d'abord major général de l'électorat de Brandebourg, puis capitaine d'office royal prussien et enfin lieutenant général royal polonais. Le 1er janvier 1683, sous le gouvernement du Grand Électeur, il fonde le Fort Groß Friedrichsburg sur la côte du Ghana en Afrique. Il s'ensuit la création de la Compagnie brandebourgeoise africaine. Plus tard, il se retire dans le domaine de Neudörfchen, qu'il a hérité de son oncle Friedrich.
Son petit-fils Karl von der Groeben (de) (1788–1876), seigneur de Neudörfchen, meurt en tant que général de cavalerie prussien. Il est d'abord adjudant général, chef du 2e régiment d'uhlans et obtient la qualité de député de la chambre des seigneurs de Prusse. De son mariage avec Selma von Dörnberg en 1816 sont nés cinq fils, qui servent tous dans l'armée prussienne, dont l'aîné le général Georg von der Groeben. Le domaine de Neudörfchen avec le manoir néoclassique 1828/29 appartient à la famille de 1693 à 1945. En 1892, le manoir de Divitz (de) en Poméranie-Occidentale revient également à la branche de Neudörfchen, également jusqu'en 1945.
Heinrich Wilhelm von der Groeben (de) (1657-1729), seigneur de Ponarien, officier dans l'armée impériale puis dans l'armée polonaise sous le roi Jean III Sobieski, acquiert le domaine de Langheim (de) (arrondissement de Rastenburg (de)) en 1728. Son fils Wilhelm Ludwig von der Groeben reste célibataire et en 1742, il fait don de sa fortune à une fondation familiale destinée à permettre à tous les membres de la famille de mener une vie digne de leur statut. Elle se compose des domaines de Langheim et de Liep (de) (arrondissement de Königsberg), qui sont réunis en 1772 pour former un domaine dépendant, pour lequel la famille obtient le 7 juillet 1855 le droit de présentation à la chambre des seigneurs de Prusse. Les biens de la fondation sont gérés par des membres de la famille jusqu'en 1945. Après l'expulsion de la Prusse-Orientale (le château de Langheim a brûlé pendant la Seconde Guerre mondiale), la fondation familiale est transformée en une fondation de bienfaisance dont le siège est à Kiel.

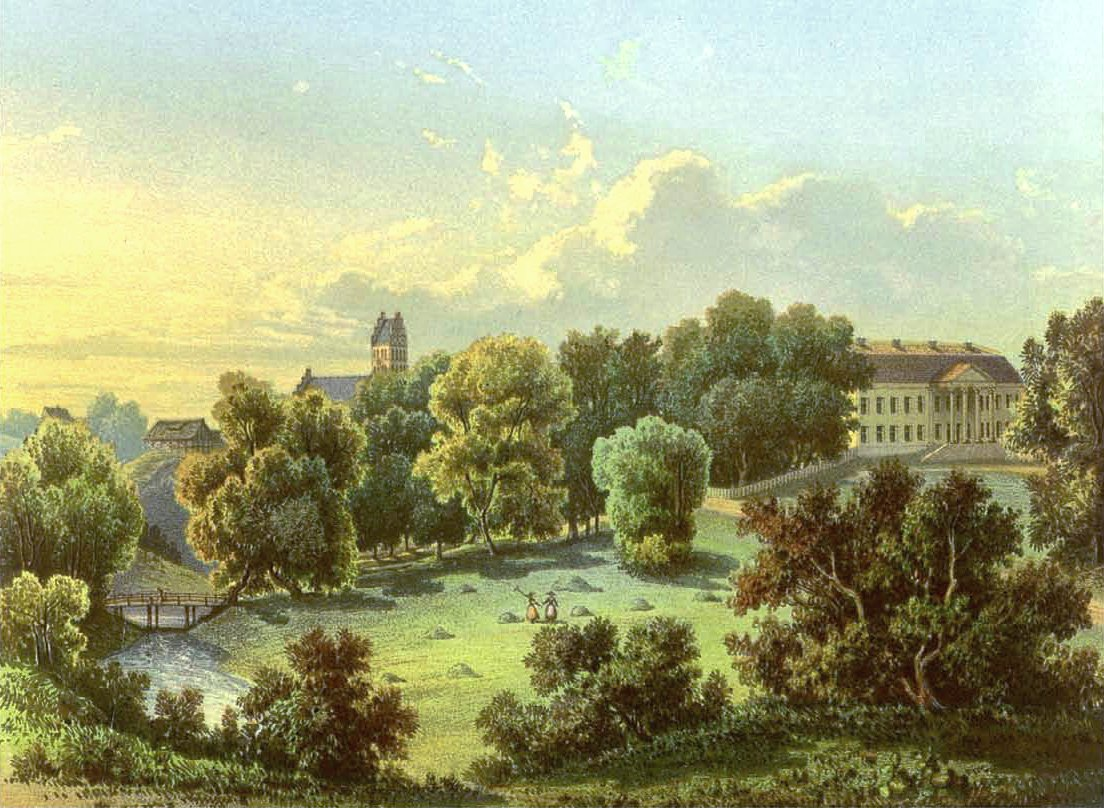
Langheim, Prusse-Orientale

Arthur von der Groeben, fils du comte Wilhelm von der Groeben et de son épouse Ida von Auerswald, seigneur de Ponarien, est nommé député à vie de la Chambre des seigneurs de Prusse. Il épouse Auguste von Dörnberg en 1837. De ce mariage naissent huit filles et quatre fils. Après 1990, la famille du comte Karl Konrad von der Groeben (de)-Ponarien acquit le domaine d'Eickstedt dans l'Uckermark après 1990.
Parmi les branches non-comtales, on trouve notamment Theodor von der Groeben, major prussien, seigneur de Kallisten (en) dans l'arrondissement de Mohrungen (de) et Paul von der Groeben, seigneur de Jesau dans l'arrondissement de Rastenburg. Au cours du XIXe siècle, la famille possédait également les domaines de Wetterau et Groß Klinbeck (de) dans l'arrondissement d'Heiligenbeil et Groß Krutschen dans l'arrondissement de Trebnitz. Les autres possessions sont Arenstein, Beeslack (de), Bollendorf (de), Karschau (de), Quossen, Rückgarben, Schrengen (de) (1700-1793) et Weßlienen (de) (1768-1832).
Dans le nord de la Marche de Brandebourg, la famille acquit en 1552 le manoir de Rauschendorf. En 1581, elle obtient d'autres terres dans les environs par voie d'échange, dont Meseberg. En 1668, elle reçoit également Schönermark en échange du Grand Électeur. En 1723, Rauschendorf et Schönermark viennent en dot de Dorothea von der Groeben à son mari, le colonel Hermann von Wartensleben, ainsi que Meseberg et Baumgarten vers 1735. Le couple fait reconstruire le château de Rauschendorf (de) en 1723 et, à partir de 1736, le château de Meseberg à la place d'un bâtiment antérieur qui avait brûlé.
De 1749 à 1823, les Groeben possèdent également le domaine de Löwenbruch à Teltow, au sud de Berlin. Sur l'ordre de Frédéric le Grand, un avant-poste est aménagé sur une friche correspondante dans le cadre de la repeuplement (repeuplement de lieux abandonnés). Il est baptisé Ludwigsfelde, du nom du propriétaire foncier de Löwenbruch et président de la chambre royale Ernst Ludwig von der Gröben (1703-1773), ce qui a donné naissance à la ville actuelle. Le comte Karl Konrad von der Groeben (de) acquit le domaine d'Eickstedt dans l'Uckermark après 1990.

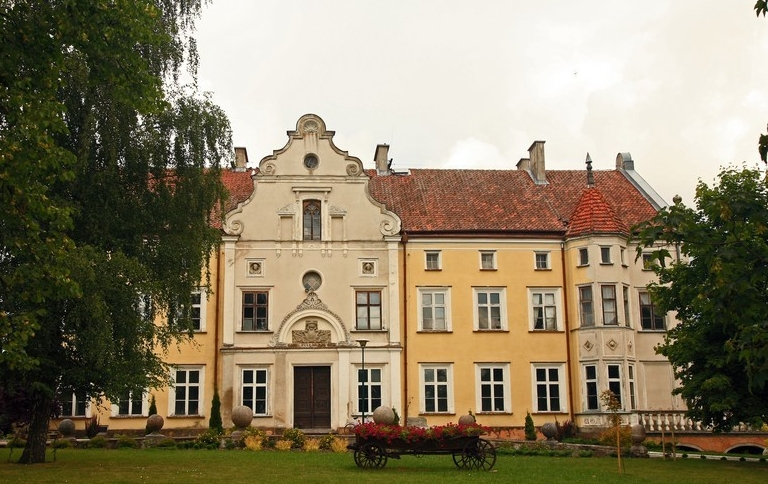
Groß Schwansfeld (2008)
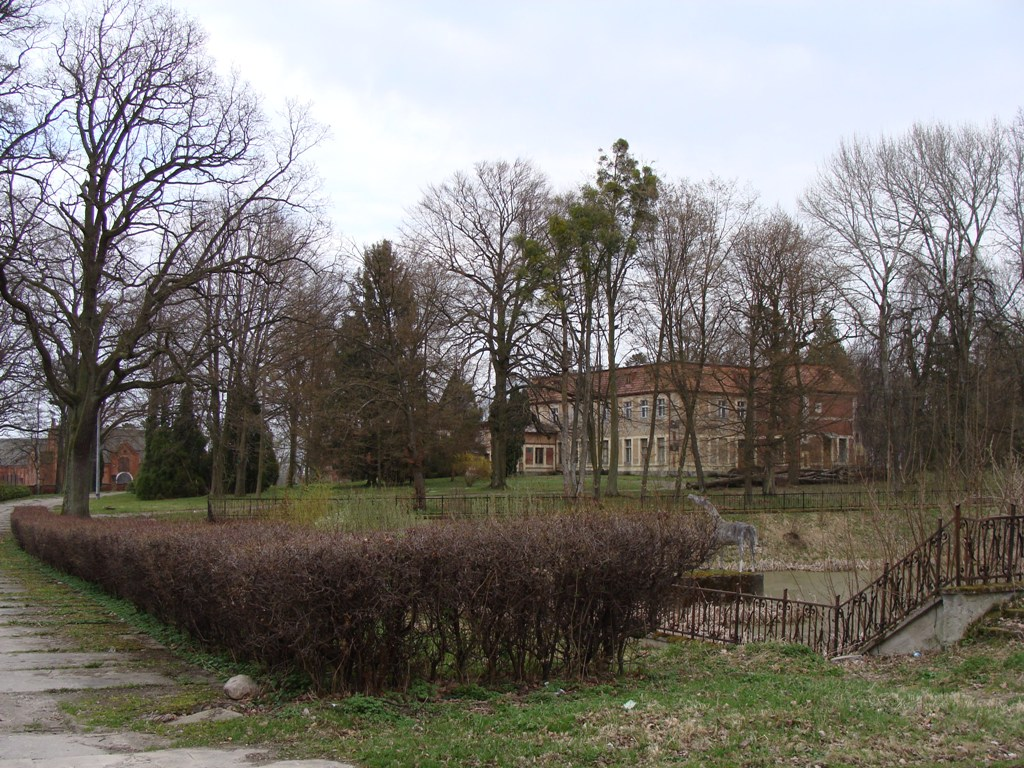
Neudörfchen (2011)
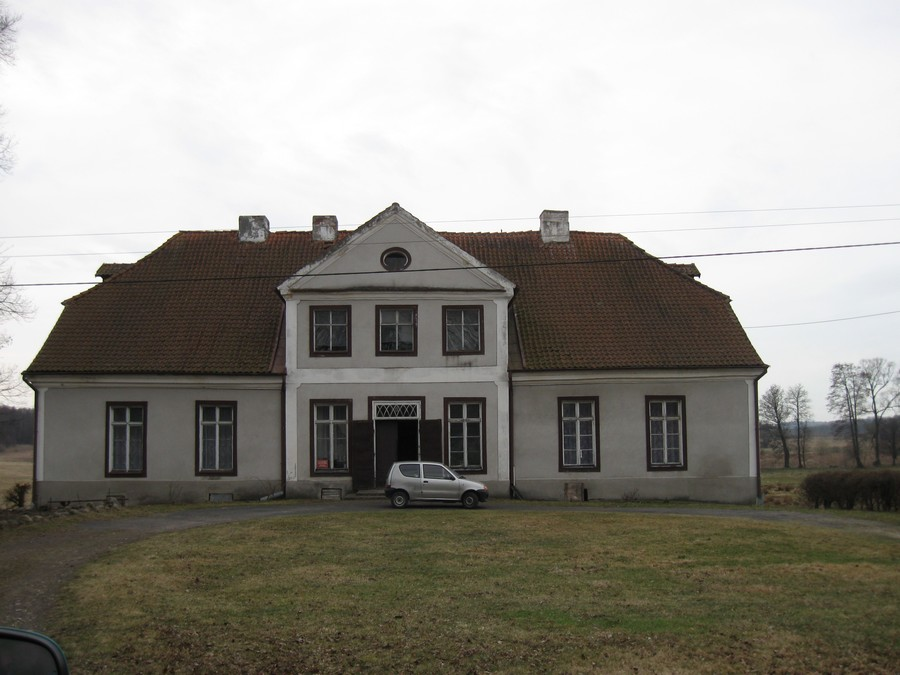
Kallisten, Mazurie
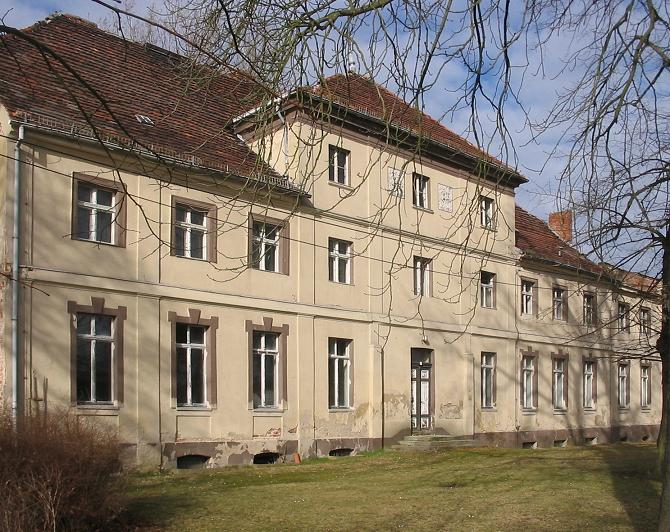
Löwenbruch, Brandebourg
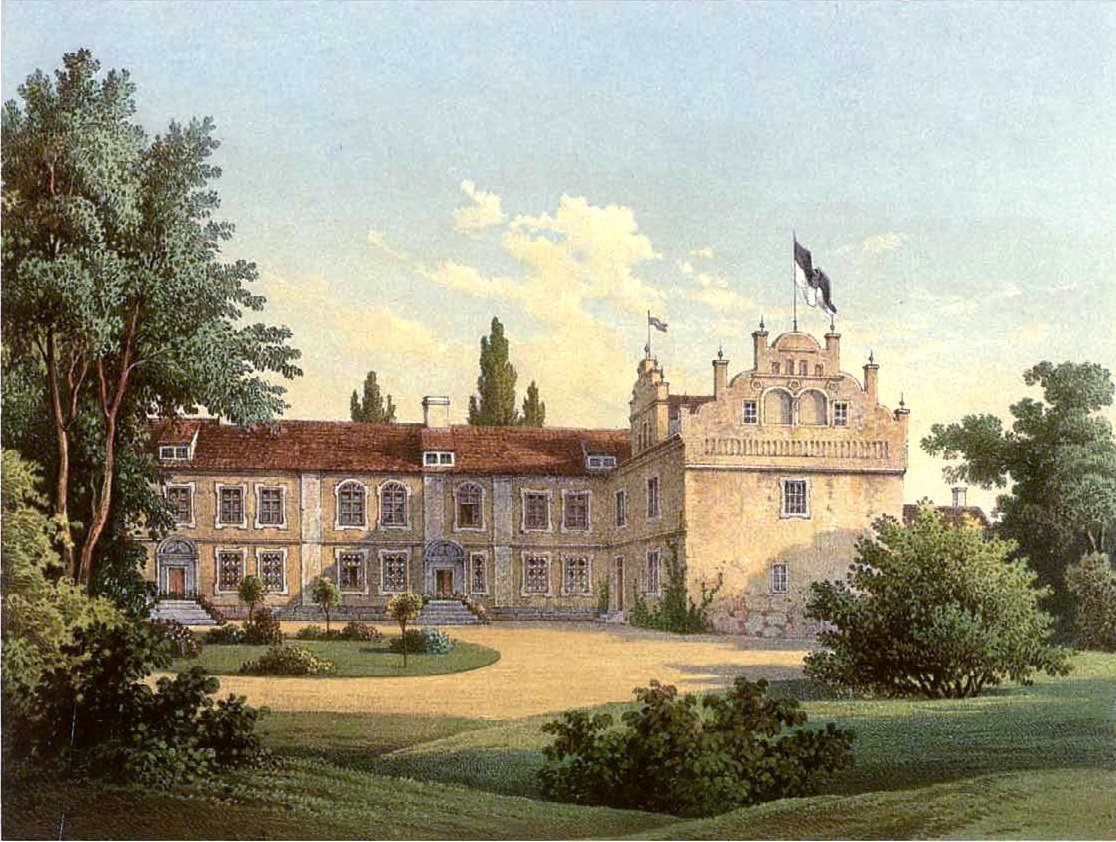
Divitz (de), Poméranie-Occidentale (propriété familiale de 1892 à 1945)
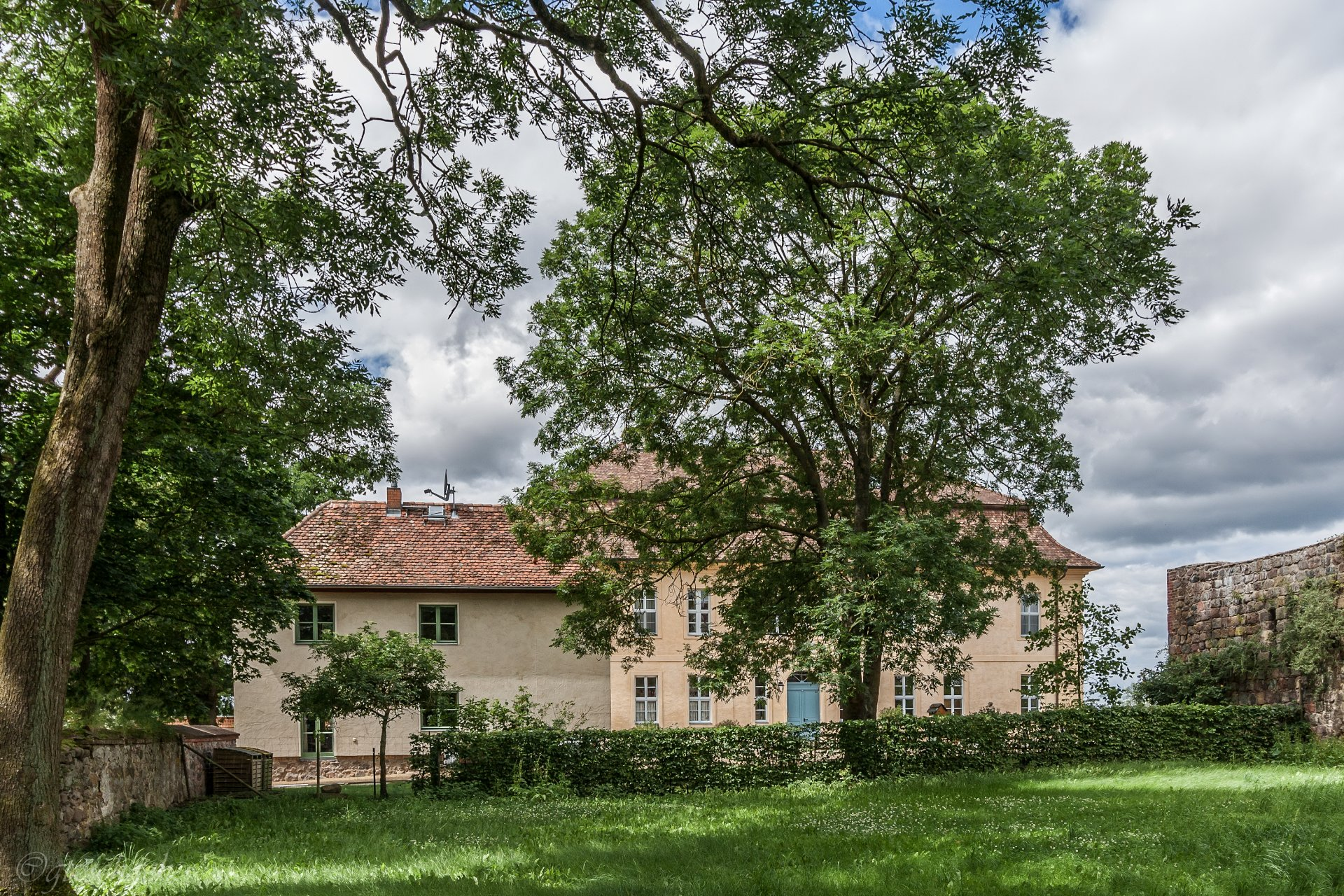
Eickstedt, Uckermark

Le 4 février 1895, une association familiale des comtes et seigneurs von der Groeben est fondée à Berlin. Elle est refondée en 1964/68 et tient des journées familiales tous les deux ou trois ans.

### Élévations de rang de noblesse
Le 19 septembre 1786 à Königsberg, après l'accession au trône du roi Frédéric-Guillaume II de Prusse, les cousins Gottfried von der Groeben, seigneur de Weßlienen (de), conseiller d'État secret royal prussien, ministre de la Guerre et Obermarschall et Ernst Wolfgang von der Groeben, seigneur de Schrengen (de), ainsi que tous leurs descendants mâles, reçoivent le statut de comte prussien.
Le même jour, les cousins Johann Ernst von der Groeben, seigneur de Ludwigsdorf, Otto Heinrich von der Groeben, seigneur de Neudörfchen, Wilhelm von der Groeben, seigneur de Ponarien et Ludwig von der Groeben, seigneur de Groß-Schwansfeld et leurs quatre fils aînés sont élevés au rang de comtes prussiens. Le titre est lié à la possession des seigneuries et à la primogéniture.

## Armes

Armoiries de la famille von der Groeben

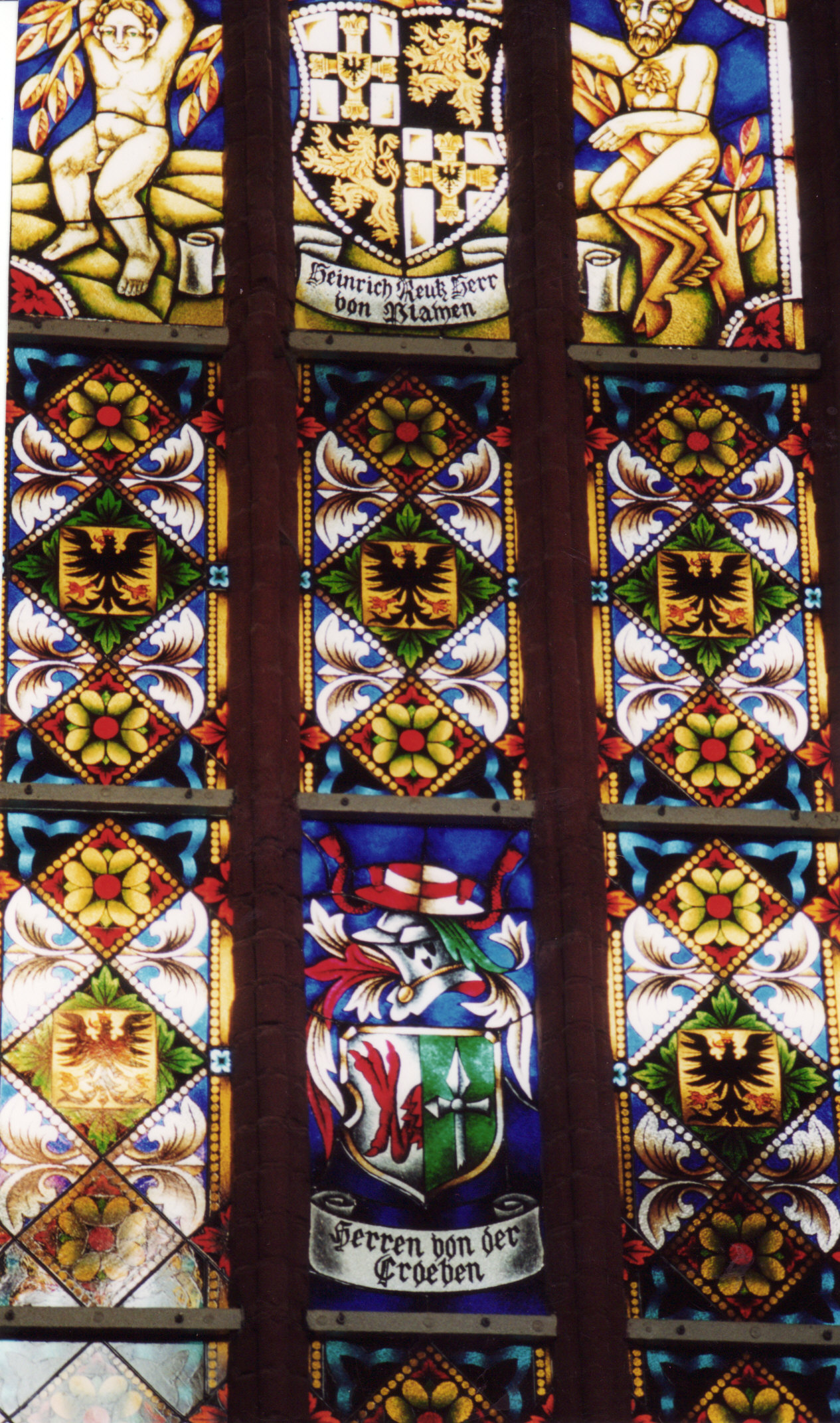
Vitrail des armoiries de la cathédrale de Königsberg

### Armoiries familiales

Les armoiries sont divisées. Héraldiquement, à droite en argent une serre d'aigle (de) rouge sortant de la fente, à gauche en bleu une lance (de) d'argent dressée. Sur le casque avec lambrequins rouges et argentés à droite et bleus et argentés à gauche, un chapeau écartelé de rouge et d'argent.

### Armoiries comtales
Les armoiries comtales, attribuées en 1786, sont divisées en deux parties à l'intérieur d'une bordure dorée : à droite, d'azur à la broche d'argent recouverte de brun, à gauche, d'argent à la griffe d'aigle rouge sortant de la fente. Sur le casque, dont les lambrequins sont à droite bleu et argent et à gauche rouge et argent, un chapeau de pèlerin (de) écartelé argenté et rouge avec un cordon rouge qui s'envole. Le support de l'écu est constitué à droite d'un aigle noir prussien couronnée d'or avec les initiales FWR et à gauche d'un aigle rouge de Brandebourg.

### Légende des armoiries
La famille aurait porté à l'origine le nom de Greifen, qui devint plus tard Groeben ou Gröben. Comme ils défendaient toujours vaillamment la foi chrétienne, on leur a ajouté un chapeau de cardinal avec des glands d'or.

## Personnalités
- Albrecht Sigismund von der Gröben (1660–1715), lieutenant-colonel prussien et commandant du deuxième régiment de dragons de campagne, seigneur héréditaire de Beeslack (de)[9].
- Alexander von der Groeben (de) (né en 1955), judoka allemand et journaliste sportif
- Annemarie von der Groeben (de) (1940-2021), éducatrice allemande et réformatrice scolaire
- Arthur von der Groeben (1812-1893), propriétaire foncier et député de la chambre des seigneurs de Prusse
- Arthur von der Groeben (1850-1930), général d'infanterie allemand
- Erasmus Ludwig Friedrich von der Groeben (de) (1744–1799), major général prussien et ambassadeur à Saint-Pétersbourg
- Ernst Ludwig von der Gröben (1703–1773), président de la chambre de l'électorat de Brandebourg, seigneur de Löwenbruch, qui donne son nom à la ville de Ludwigsfelde (d'après son deuxième prénom)
- Friedrich von der Groeben (1645-1712), lieutenant-général prussien
- Friedrich von der Groeben (de) (1827-1889), lieutenant-général prussien
- Friedrich Gottfried von der Groeben (1726-1799), ministre prussien
- Friedrich Otto von der Groeben (de) (1619-1697), officier brandebourgeois
- Friedrich Wilhelm von der Groeben (de) (1774-1839), lieutenant-général prussien
- Georg von der Groeben (1817-1894), général de cavalerie prussien
- Georg Dietrich von der Groeben (de) (1725-1794), lieutenant général et écrivain militaire prussien
- Georg Heinrich von der Groeben (de) (1630-1697), général brandebourgeois
- Günther von der Groeben (de) (1832–1900), lieutenant-général prussien
- Hans von der Groeben (1907–2005), diplomate allemand, chercheur, journaliste et membre de la Commission européenne.
- Hans Ludwig von der Groeben (de) (1615–1669), conseiller privé brandebourgeois
- Harald von der Groeben (1856–1926), lieutenant-général prussien
- Heinrich von der Groeben (de) (1857–1927), député de la chambre des seigneurs de Prusse
- Heinrich Wilhelm von der Groeben (de) (1657–1729), seigneur de majorat et propriétaire de régiment
- Hermann von der Groeben (de) (1828–1902), major général prussien
- Ida von der Groeben (de) (1791–1868), piétiste
- Johann Georg von der Groeben (de) (1709–1777), administrateur de l'arrondissement de Rastenburg (de)
- Karl von der Groeben (de) (1788-1876), général de cavalerie prussien
- Karl von der Groeben (de) (1826-1898), major général prussien
- Karl von der Groeben (de) (1902-1989), administrateur de l'arrondissement d'Insterbourg
- Karl Ernst August von der Groeben (de) (1750-1809), major général prussien
- Karl Konrad von der Groeben (de) (1918-2005), entrepreneur et fondateur allemand
- Klaus von der Groeben (1902–2002), administrateur de l'arrondissement de Königsberg et de l'arrondissement de Praschnitz (de)
- Konrad Heinrich von der Groeben (de) (1683–1746), major général prussien
- Ludwig von der Gröben (1529–1601), grand chambellan de l'électeur de Brandebourg, seigneur de Meseberg
- Ludwig von der Groeben (1579–1620), commandeur de la commanderie de Nemerow (de) (1593-1620)
- Louis von der Groeben (1842–1904), propriétaire de manoirs et député du Reichstag
- Max von der Groeben (né en 1992), acteur allemand
- Otto von der Groeben (de) (1797–1856), propriétaire de manoir, député de la chambre des seigneurs de Prusse et administrateur de l'arrondissement de Mohrungen (de)
- Otto Friedrich von der Groeben (1657–1728), major général, explorateur brandebourgeois
- Peter von der Groeben (de) (1903–2002), major général allemand
- Unico von der Groeben (de) (1861–1924), diplomate et député de la chambre des seigneurs de Prusse
- Wilhelm von der Groeben (de) (1810-1891), lieutenant-général prussien
- Wilhelm Ludwig von der Groeben (de) (1690-1760), ministre prussien de la Guerre
- Wolfgang von der Groeben (né en 1937), juriste administratif

## Famille noble du même nom
Le manuel généalogique de la noblesse nomme une autre famille du même nom dont l'ancêtre est Hans Gottlob Greben (1724-1777), un lieutenant royal polonais et électoral saxon et plus tard un lieutenant royal prussien. Son fils Friedrich Wilhelm (1774-1839) deviznt lieutenant général royal prussien et, avec ses descendants, porte sans objection le nom von der Groeben et les armoiries de la famille aristocratique de la Marche.